# Black Tar Heroin

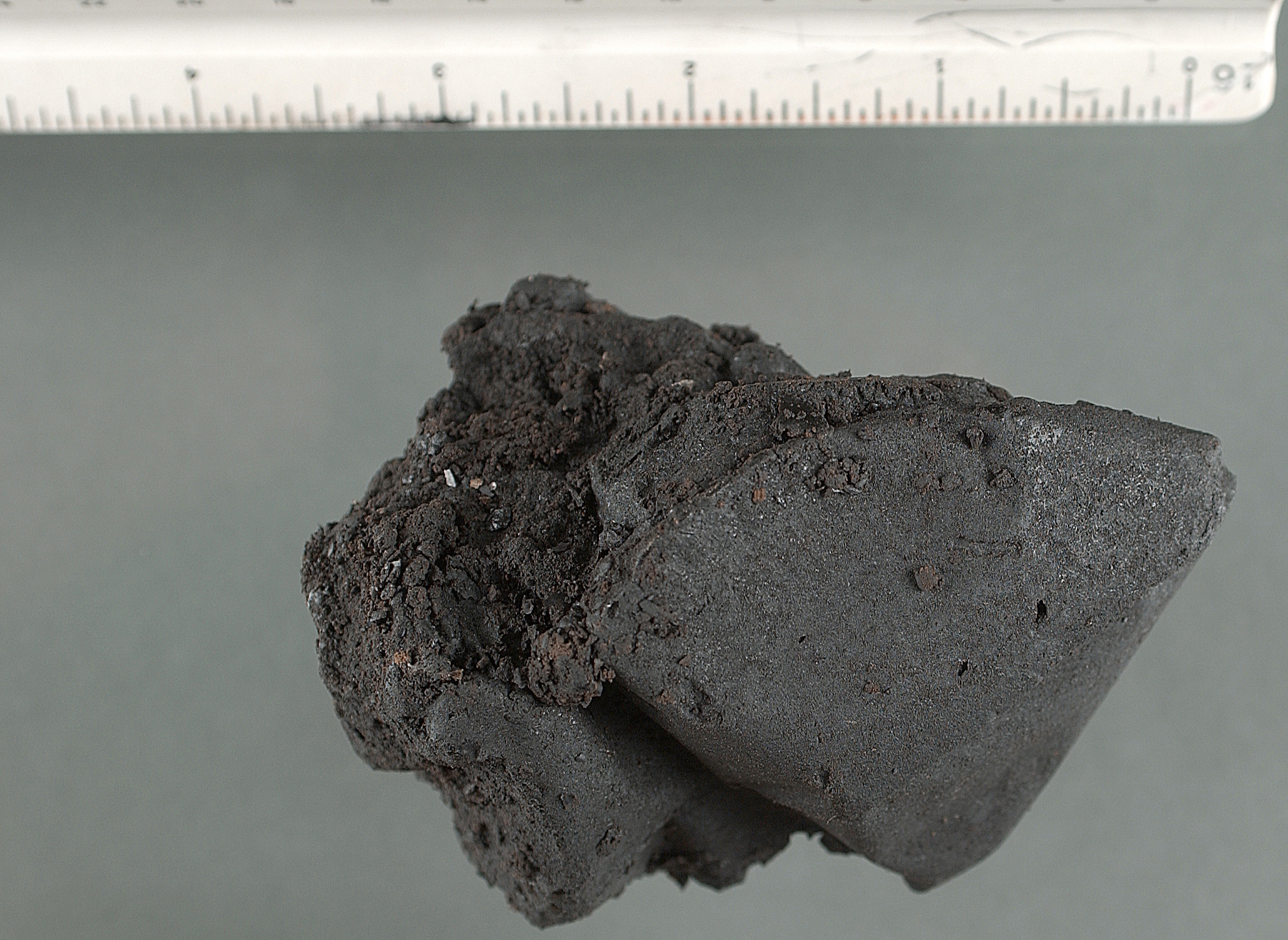
Black tar heroin

Black Tar Heroin ist eine Form des Heroins, die als „free base“-form bezeichnet wird. Sie ist klebrig wie Teer oder hart wie Kohle. Die dunkle Farbe entsteht durch Verunreinigungen, die aufgrund einfacher Herstellungsmethoden zurückbleiben. Trotz des Namens kann Black Tar Heroin auch dunkelorange oder dunkelbraun sein. Es ist generell nicht so teuer wie andere Formen des Heroin. Es soll verantwortlich sein für eine „epidemische“ Verbreitung von Heroinabhängigkeit in den Vereinigten Staaten.

## Zusammensetzung
Black Tar Heroin ist eine unreine Form des Diamorphins. Während andere Formen des Heroin durch zusätzliche Reinigungsprozesse nach der Acetylierung aufbereitet werden, wird Black Tar direkt nach der Acetylierung auf den Markt gebracht. Die Konsistenz entwickelt sich aufgrund der Acetylierung ohne Rückflusskühler. Ähnlich wie bei der australischen Droge Homebake Heroin entsteht dadurch eine klebrige Masse.
Im Black Tar kommen verschiedene Derivate des Morphin vor, insbesondere auch das 6-Monoacetylmorphin (6-MAM).
Black Tar Heroin wird oft in Lateinamerika hergestellt und wird in den westlichen und südlichen Teilen der Vereinigten Staaten häufig gedealt. Oft wird es mit Lactose verschnitten.

## Drogenhandel
Der Preis dieser Droge hat sich seit den 1990er Jahren bis 2003 verachtfacht. Ursprünglich kostete ein Kilogramm nur ein Zehntel des Preise von raffiniertem Heroin. Dafür ist diese Heroinform heute auch viel weiter verbreitet. Im Gegenzug sind die Pulverformen der East Coast stark zurückgegangen und auch die Heroinproduktion in Kolumbien ist merklich zurückgegangen, nachdem es Bemühungen mit US-amerikanischer Unterstützung gab, die Schlafmohn-Felder in Südamerika auszurotten.

## Applikationsarten
Black Tar Heroin wird oft nicht intravenös verabreicht. Es gibt zahlreiche Möglichkeiten sich die Droge zuzuführen: In pulverisierter Form und mit Lactose vermischt wird das Heroin häufig geschnupft; in Wasser gelöst und mit einer Pipette oder einer Spritze ohne Nadel in die Nase gespritzt (Water looping); erhitzt und mittels eines Strohhalms inhaliert (Vaporizing - Chasing the dragon); in gelöster Form getrunken (nicht besonders effektiv, da der Darm nur wenig Droge aufnimmt); die effektivste Methode ohne Injektion ist, eine Lösung oder die befeuchtete Masse direkt in das Rektum oder die Vagina einzuführen (suppository).
Abhängige, die sich Black Tar Heroin intravenös injizieren haben ein hohes Risiko an zahlreichen Krankheiten zu erkranken. Dazu gehören Atherosklerose, bei welcher die Venen sich verengen und die Venenwände aushärten, Bakterieninfektionen die zu Nekrosen („skin-popping“) führen. Subkutane Injektionen führen oft zu Nekrotisierender Fasziitis oder Cellulitis durch Clostridium perfringens sowie tiefe intramuskuläre Injektionen zu Nekrotisierender Myositis. Weitere entzündliche Erkrankungen im Zusammenhang mit dem Drogenmissbrauch sind Bakteriämien, septische Bursitis (Schleimbeutelentzündung), septische Tenosynovitis (Sehnenscheidenentzündung), Osteomyelitis (Knochenmarksentzündungen) und Pyarthros (septische Arthritis).
Außerdem kann es zu Clostridium botulinum-Infektionen kommen. Da das unbearbeitete Heroin keinen hohen Temperaturen und nur wenig Säure ausgesetzt wird, besteht das Risiko einer Kontamination mit Bakterien.